# 100726 Marcoiozzi
100726 Marcoiozzi este o planetă minoră (asteroid) din centura de asteroizi. A fost descoperită pe 25 ianuarie 1998 la stazione osservativa di Asiago Cima Ekar⁠(d) de Maura Tombelli⁠(d). 
Obiectul prezintă o orbită caracterizată de o semiaxă mare de 2,7669209478874 UAi, o excentricitate de 0,18325494138456, o înclinație de 10,466359409897 ° în raport cu ecliptica.